# リーハイ・カーボン・コミュニティ・カレッジ
リーハイ・カーボン・コミュニティ・カレッジは（LCCCともいう）、アメリカ合衆国ペンシルバニア州のリーハイ・バレー都市圏にあるリーハイ郡シュネックスビルにキャンパスを構える、2年制のコミュニティ・カレッジである。LCCCは、主にアレンタウン・エリアに居住する人々に準学士号を授与している。
1966年3月31日、LCCCはリーハイ郡コミュニティ・カレッジとして設立された。当初、授業は旧リーハイ郡裁判所で行われた。1972年、今の場所に校舎などが設立され、現在のキャンパスの基礎が築かれた。1994年、近くのカーボン郡からの学生を増やすため、大学名を現在の名称に変更した。
大学には、メインキャンパスのほかアレンタウンのダウンタウンにあるドリーン・センター、カーボン郡ジム・ソープのカーボン・センター、スクーカル郡タマークアのジョン・モーガン・センターなどいくつかのキャンパスがある。